# EuroCup Challenge
L’EuroCup Challenge est une ancienne compétition européenne masculine de basket-ball, apparue pour la première fois lors de la saison 2002-2003, disparue à la fin de la saison 2006-2007.
Elle était organisée sous l’égide de la FIBA Europe. C’était la 4e compétition européenne des clubs après l’Euroligue, la Coupe ULEB et l’Eurocoupe. Elle était le souhait de voir la renaissance de la Coupe Saporta puisqu’elle est en quelque sorte une Coupe des vainqueurs de Coupe.
Elle est supprimée à cause du manque d'intérêt de la compétition, subissant la réforme de la saison 2007-2008 de la FIBA Europe.
Depuis la saison 2008-2009, l'ancienne EuroCoupe (C3) a repris le nom d'EuroChallenge.

## Formule
| 2002-2003 | -       | -                              | Groupes 1                      | Groupes 2                  | Quarts de finale     | Demi-finales | Finale |
| 2003-2004 | -       | Groupes                        | Quarts de finale de conférence | Demi-finales de conférence | Finale de conférence | Demi-finales | Finale |
| 2004-2005 | Groupes | Quarts de finale de conférence | Demi-finales de conférence     | Finale de conférence       | Quarts de finale     | Demi-finales | Finale |
| 2005-2006 | -       | -                              | Groupes                        | Huitièmes de finale        | Quarts de finale     | Demi-finales | Finale |
| 2006-2007 | -       | -                              | -                              | Groupes                    | Quarts de finale     | Demi-finales | Finale |

## Palmarès
| Année | Lieu de la finale | Vainqueur          | Finaliste          | 1re manche | 2e manche |
| 2003  | Thessalonique     | Aris Salonique     | Prokom Trefl Sopot | 84-83      | -         |
| 2004  | İzmir             | Mitteldeutschen BC | JDA Dijon          | 84-68      | -         |
| 2005  | Ploieşti          | CSU Asesoft        | Lokomotiv Rostov   | 75-74      | -         |
| 2006  | Odessa / Perm     | Ural Great Perm    | Khimik Youjne      | 80-*67     | *74-80    |
| 2007  | Nicosie / Samara  | CSK-VVS Samara     | Keravnós Strovólou | 83-*85     | *101-81   |

Pour les finales se jouant en deux manches aller-retour, le signe * précède le score de l’équipe jouant à domicile.

## Bilan par club
| Rang | Équipe             | Titres | Finalistes | Années des victoires |
| ---- | ------------------ | ------ | ---------- | -------------------- |
| 1    | Aris Salonique     | 1      | 0          | 2003                 |
| -    | Mitteldeutschen BC | 1      | 0          | 2004                 |
| -    | CSU Asesoft        | 1      | 0          | 2005                 |
| -    | Ural Great Perm    | 1      | 0          | 2006                 |
| -    | CSK-VVS Samara     | 1      | 0          | 2007                 |
| 6    | Prokom Trefl Sopot | 0      | 1          |                      |
| -    | JDA Dijon          | 0      | 1          |                      |
| -    | Lokomotiv Rostov   | 0      | 1          |                      |
| -    | Khimik Youjne      | 0      | 1          |                      |
| -    | Keravnós Strovólou | 0      | 1          |                      |

## Bilan par pays
| Rang | Pays      | Nb Titres | Finales Perdues |
| 1    | Russie    | 2         | 1               |
| 2    | Allemagne | 1         | 0               |
| 3    | Roumanie  | 1         | 0               |
| 4    | Grèce     | 1         | 0               |
| 5    | Pologne   | 0         | 1               |
| 4    | France    | 0         | 1               |
| 5    | Ukraine   | 0         | 1               |
| 4    | Chypre    | 0         | 1               |